# Station Dworek Żuławski
Station Dworek Żuławski was een spoorwegstation tussen de Poolse plaatsen Niedźwiedzica / Nowa Kościelnica / Dworek in de gemeente Stegna.